# Daniela Peñaloza
Daniela Alejandra Peñaloza Ramos (Chile, 20 de agosto de 1982) es una psicóloga y política chilena. Entre 2021 y 2024 se desempeñó como alcaldesa de la comuna de Las Condes.

## Biografía
Cursó sus estudios secundarios en el Colegio Saint Gabriel de Providencia. Realizó sus estudios superiores en la Pontificia Universidad Católica (PUC), donde se tituló como psicóloga. En su época universitaria fue dirigente estudiantil de la Fundación Jaime Guzmán, donde al egresar fue nombrada como jefa del programa de voluntariado juvenil de dicha fundación, «Jóvenes al Servicio de Chile».
Está casada con el también psicólogo y político chileno Alejandro Weber, con el cual tiene tres hijos: Augusto, José Tomás y Elisa.

### Trayectoria
Durante el primer gobierno de Sebastián Piñera se desempeñó como subdirectora del Instituto Nacional de la Juventud (INJUV) desde 2010, para luego ejercer como asesora del Ministerio de Educación, dirigido por Joaquín Lavín. Luego de regresar de sus estudios en Estados Unidos, ingresó a la Municipalidad de La Reina como directora del «Departamento de Educación». En 2008, ingresó al área de innovación social de la Municipalidad de Las Condes, donde posteriormente tomó la subdirección de la Dirección de Desarrollo Comunitario municipal.
En las elecciones municipales de 2021, se postuló al cargo de alcaldesa, obteniendo la primera mayoría con el 39,87 % de los votos, convirtiéndose así en la sucesora del alcalde en funciones; Joaquín Lavín y en la primera mujer en ostentar dicho cargo desde el retorno a la democracia.

## Controversias
En 2023, durante la alcaldía de Peñaloza, se pagaron 8 mil millones de pesos en horas extras para la construcción de un Cesfam en Las Condes, lo que inició una investigación por posible fraude al fisco y corrupción.
La PDI ya había realizado un allanamiento para incautar diferentes objetos desde el municipio. El objetivo era esclarecer las presuntas irregularidades con las que actuó el municipio, liderado por Peñaloza para comprar 10 inmuebles e instalar un Cesfam en el terreno. 
La denuncia fue realizada por un grupo de concejales de la comuna.
El 2 de marzo de 2024 el Cuarto Juzgado de Garantía de Santiago ordenó el levantamiento del secreto bancario a la alcaldesa por el Caso Cesfam.Esto la llevaría a renunciar a presentarse para ser reelecta como alcalde. 

## Historial electoral

### Elecciones municipales de 2021
- Elecciones municipales de 2021, para la alcaldía de Las Condes[9]

| Candidato                    | Pacto                         | Partido | Votos  | %     | Resultado |
| ---------------------------- | ----------------------------- | ------- | ------ | ----- | --------- |
| Daniela Peñaloza Ramos       | Chile Vamos                   | UDI     | 58 599 | 39,72 | Alcaldesa |
| Gonzalo de la Carrera Correa | Republicanos                  | PRCh    | 44 704 | 30,30 |           |
| Marcela Cubillos Hevia       | Chile Digno, Verde y Soberano | AH      | 19 784 | 13,41 |           |
| Nicolás Preuss Herrera       | Unidos por la Dignidad        | DC      | 18 955 | 12,85 |           |
| Catalina Valenzuela Maureira | Dignidad Ahora                | PH      | 5498   | 3,73  |           |